# 2005年热带风暴格特
热带风暴格特（英語：Tropical Storm Gert）于2005年7月在坎佩切湾形成，是2005年登陆墨西哥的第4个热带气旋，也是活跃程度创纪录的2005年大西洋飓风季形成的第7场获得命名的风暴。系统起初以东风波形式穿越洪都拉斯和尤卡坦半岛，于7月23日下午在坎佩切湾组织成第七号热带低气压，次日再升级成热带风暴并获名“格特”，成为有纪录以来大西洋飓风季中形成日期最早的第七场风暴。接下来气旋略有增强，于7月24日晚以风力时速70公里，气压1005毫巴（百帕，29.68英寸汞柱）的最高强度从塔毛利帕斯州坦皮科南部登陆。风暴登陆后向墨西哥中部内陆行进，于次日逐渐消散。
格特袭击的大部分地区仅4天前刚刚受到飓风艾米莉的摧残，土壤含水量已经饱和，所以人们担心再度有风暴来袭会引起洪灾和山体滑坡。为安全起见，韦拉克鲁斯州纳兰霍斯阿马特兰和塔米亚瓦附近有约1000名住在低洼地区的居民和商家撤离。

## 气象历史
7月10日，一股东风波离开非洲海岸进入大西洋，并在经过佛得角经过发展成低气压区。由于行经洋面水温偏低，还受到风切变的不利影响，低气压区未能很快发展成热带气旋，不过东风波还是得以存留并向西移动，于7月18日经过小安的列斯群岛。系统当天行进至波多黎各以南海域并分裂成两部分，其中偏北的部分向西北方向移动，之后在巴哈马上空发展成热带风暴富兰克林，偏南的部分则继续西进，系统中关联的雷暴活动逐渐增多。
7月22日，东风波在洪都拉斯湾上空催生出新低气压区，但由于系统很快就进入尤卡坦半岛，这股扰动天气无法得到进一步发展。花一天时间穿越半岛后，系统进入坎佩切湾，但其中仍然没有深层对流。受东马德雷山脉影响，扰动中的空气并未平行沿山脉流动，而是形成大规模的环流，这种效应一定程度上促使系统内的深层对流快速发展，达到成为热带气旋所需标准。位于佛罗里达州迈阿密的美国国家飓风中心因此将位于墨西哥韦拉克鲁斯州图斯潘（Tuxpan）东南偏东方向约410公里洋面的系统归类为第七号热带低气压。7月24日清晨，气旋风速达到每小时65公里，因此升级成热带风暴并获名“格特”（Gert）。
成为热带风暴后，格特继续向西北方向前进，并在达到风力时速70公里、最低中心气压1005毫巴（百帕，29.68英寸汞柱）的最高强度后于中部夏令时区晚上10点（协调世界时7月25日凌晨0点）从韦拉克鲁斯州帕努科（Pánuco）东南方向约10公里位置登陆。上岸后气旋迅速减弱，强度在7月25日清晨回落到热带低气压水平，再于12小时后退化成残留低气压区。6小时后，系统残留在墨西哥中部山区上空消散，这时距风暴登陆还只过了24小时。

## 防灾措施
与美国国家飓风中心起初的预测相比，格特的移动路线略偏北侧，风暴因此拥有更充分的发展时间。美国国家飓风中心因此预计气旋的强度还会更高，但实际情况并非如此。起初的预测中主要关注格特的降水可能造成的影响，特别是在墨西哥此前曾受另一场飓风袭击的相应地区。
7月23日，第七号热带低气压刚刚成形时，墨西哥国家气象局向帕尔马索拉（Palma Sola）到卡沃罗霍（Cabo Rojo）之间的墨西哥东海岸地区发布热带风暴警告，并向卡沃罗霍以北直至塔毛利帕斯州拉克鲁兹（La Cruz）之间区域发布热带风暴观察预警。同日，韦拉克鲁斯州政府宣布该州24个市镇进入紧急状态，以便受到风暴影响的地区动用国家灾害基金中的资金。随着格特逐渐逼近沿海地区，热带风暴警告的生效范围也向北延伸至拉克鲁斯，之后又扩展到拉佩斯卡（La Pesca），不过在气旋登陆后不久便告取消。
格特吹袭的地区在不到1个月前曾接连受到热带风暴布雷特和飓风艾米莉的袭击，并且艾米莉来袭时强度还达到萨菲尔-辛普森飓风等级下的三级飓风标准。人们因此担心土壤的含水量已经饱和，格特会引发严重洪灾和泥石流。为防万一，韦拉克鲁斯州纳兰霍斯阿马特兰（Naranjos Amatlán）和塔米亚瓦（Tamiahua）附近有约1000名住在低洼地区的居民和商家撤离，塔毛利帕斯州各地则有约6000人。

## 影响
气旋产生24小时降雨量最高的地区是圣路易斯波托西州的塔穆因（Tamuín），达214.9毫米，塔毛利帕斯州的最高降雨量也有185.2毫米。韦拉克鲁斯州的最高降雨量是埃尔伊戈（El Higo）的117毫米。不过，风暴总体造成的破坏程度较轻，损失总额约为600万美元。气旋还导致1人遇难，是在试图把抛锚的车推过河水暴涨的河流时被水卷走而死。

### 塔毛利帕斯州
据塔毛利帕斯州政府记载，该州受灾最重的主要是农田和住宅区，特别是马塔莫罗斯、巴耶埃尔莫索（Valle Hermoso）、雷诺萨和圣费尔南多（San Fernando）附近地区。马塔莫罗斯城内部分地区停水停电，巴耶埃尔莫索有两所学校受损，雷诺萨有180人从市内5个区的低洼地区撤离，通往圣费尔南多的主要公路被封，孔乔斯河上大桥限制只能有一车道通行。
迷尔城拉斯布兰卡斯大坝的溢洪道泛滥成灾，导致河上桥梁被毁，电力供应中断。布拉沃河上有7家集体农场同外界连通的公路被冲毁，50户家庭被迫疏散，这些农场中90%的居民受到风暴影响。阿尔塔米拉也有200户家庭离开家园前往7座避难所暂避。布尔戈斯、克鲁伊亚斯（Cruillas）和门德斯（Méndez）都有集体农场和民房被淹。全州有迷尔、雷诺萨、里奥布拉沃、巴耶埃尔莫索、马塔莫罗斯、圣费尔南多、圣卡洛斯（San Carlos）、布尔戈斯、克鲁伊亚斯、门德斯、索托马里纳（Soto la Marina）、曼特和阿尔塔米拉共13个市镇受到影响，断水断电。
风暴过去后，塔毛利帕斯州政府承诺采取必要措施，防止登革热和西尼罗河病毒疫情爆发，但截至6月29日，当地已出现187例典型登革热，29例出血性登革热，与之相比，2003年该州一共只出现8例登革热，2004没有出现。

### 新莱昂州
新莱昂州有约6000名生活在孔乔斯河、格兰德河等河流附近的居民从家中撤离。气旋产生的雨量还导致蒙特莫雷洛斯（Montemorelos）约100个集体农场同其它地区的交通中断，该市有一幢建筑因附近地面出现长达30米的裂缝而疏散。此外，圣维森特（San Vicente Tancuayalab）、巴耶斯和埃巴诺（Ebano）共有约100人疏散。